# Hans Dreckmann
Hans Dreckmann (* 6. Oktober 1884; † 6. Juli 1972) war ein deutscher Landwirt und Politiker der Nachkriegszeit.

## Leben und Beruf

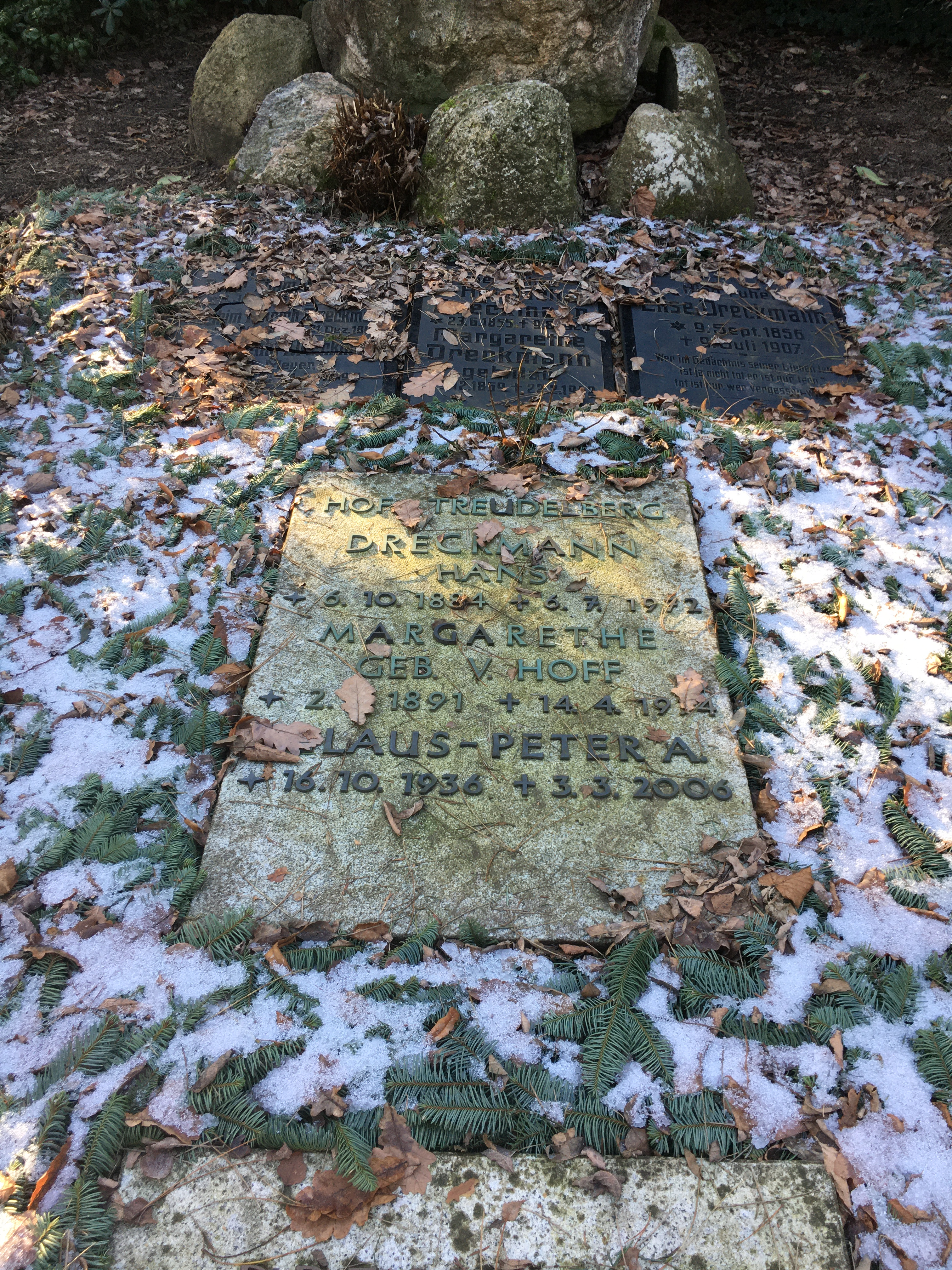
Familiengrabstätte auf dem Friedhof Ohlsdorf

Dreckmann, der auf dem väterlichen Habichtshof an der Ecke Habichtstraße (damals noch Weg Nr. 207) / Bramfelder Straße im Barmbeker Norden aufwuchs, erwarb nach dem Besuch der „Höheren Bürgerschule vor dem Lübecker Tor“ im März 1900 die mittlere Reife, damals auch als „Einjährigen-Examen“ bezeichnet, weil es zum Dienst als Einjährig-Freiwilliger berechtigte. Am 6. April 1900 wurde er konfirmiert. Er entstammte der alten Barmbeker Landwirtefamilie Dreckmann. Der 2008 abgerissene Habichtshof war 1890 von seinem Vater Heinrich Dreckmann errichtet worden, als dieser die Hufe 12 vom Barmbeker Markt hierhin verlegte. Nach dem Schulabschluss erlernte Dreckmann zunächst das Zimmerhandwerk, indem er zwei Sommerhalbjahre bei einem Zimmermann in die Lehre ging und in den Winterhalbjahren die Hamburger Bauschule, die über verschiedene Zwischenstationen in der HafenCity Universität aufging, besuchte. Anschließend ging er in die praktische Ausbildung als Landwirt bei seinem Vater absolvierte zwei Wintersemester an der Landwirtschaftsschule in Lübeck. Anschließend nahm er den Dienst als Einjährig-Freiwilliger bei der 5. Eskadron des preußischen Garde-Kürassier-Regiment auf. Anschließend kehrte er auf den väterlichen Hof zurück

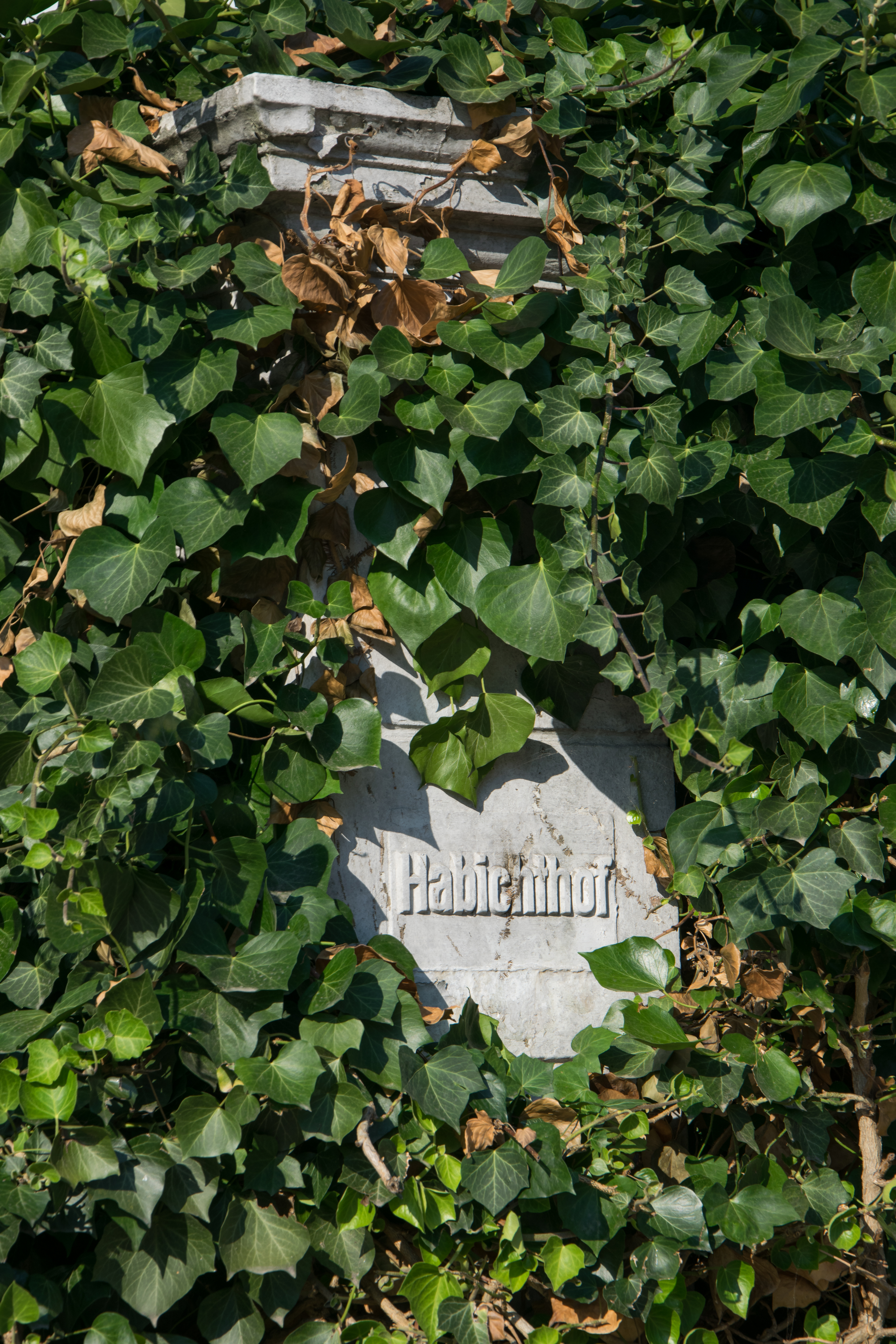
Tordetail vom früheren Habichthof im Jahr 2014

Später bewirtschaftete er sowohl einen Hof im Bezirk Bergedorf als auch das Gut Treudelberg in Lemsahl-Mellingstedt. Letzteres hatte Vater Heinrich nach langwierigen Verhandlungen 1909 vom Voreigentümer Eduard Henneberg erworben. Nachdem Hans Dreckmann Treudelberg zunächst als Pächter seines Vaters bewirtschaftete, übernahm er Ende 1912 auch die Eigentümerstellung. Auf den zum Habichtshof zugehörigen Ländereien errichteten Hans Dreckmann und seine Geschwister nach Einstellung des landwirtschaftlichen Betriebes in Barmbek 1922 Mietwohnungen, die von seinem Bruder Arnold verwaltet wurden.
Hans Dreckmann wurde in der Familiengrabstätte auf dem Friedhof Ohlsdorf beigesetzt. Sie liegt nordöstlich vom Forum an der Talstraße im Planquadrat Z 8.

## Abgeordneter
Als Vertreter der Landwirte war Dreckmann von der britischen Besatzungsmacht 1946 in die Ernannte Bürgerschaft berufen. Dort gehörte er ursprünglich der Fraktion der Parteilosen an. Im Juli 1946 schloss er sich der FDP-Fraktion an, ohne der Partei selbst beizutreten. Bei der Bürgerschaftswahl 1946 kandidierte er nicht, da ihn die FDP zu sehr an die frühere Deutsche Demokratische Partei erinnere, die in der Weimarer Republik eine landwirtschaftsfeindliche Politik getrieben habe.
Ende der 1940er Jahre trat er der Deutschen Partei bei, für die er 1949 zum Bezirksausschuss Wandsbek kandidierte. Zunächst nicht gewählt, rückte er 1952 in den Bezirksausschuss nach. 1953 (im Rahmen des Hamburg-Blockes) und 1957 kandidierte er erneut für die DP, errang jedoch kein Mandat mehr.

## Veröffentlichungen
- (gemeinsam mit Henny Wiepking und Werner Lüdemann) Barmbek. Vom Dorf zur Großstadt. Ein Heimatbuch, Dammtor-Verlag, Hamburg 1965.
- Hamburg nach der Kapitulation. Erinnerungen an 1945/46, Dammtor-Verlag, Hamburg 1970.